# Ambrosiozyma platypodis
Ambrosiozyma platypodis är en svampart som först beskrevs av J.M. Baker & Kreger-van Rij, och fick sitt nu gällande namn av Van der Walt 1972. Ambrosiozyma platypodis ingår i släktet Ambrosiozyma, ordningen Saccharomycetales, klassen Saccharomycetes, divisionen sporsäcksvampar och riket svampar.   Inga underarter finns listade i Catalogue of Life.